# Gotra stirocephala
Gotra stirocephala is een insect uit de familie van de gewone sluipwespen (Ichneumonidae). De wetenschappelijke naam van de soort werd in 1912 gepubliceerd door Cameron.